# Alcelaphus buselaphus
El alcélafo o búbalo común (Alcelaphus buselaphus) es una especie de mamífero artiodáctilo de la subfamilia Alcelaphinae. En algunos casos también se les denomina erróneamente ñu rojo.[cita requerida]
El alcelafo está relacionado con los damaliscos, el ñu y el antílope de Hunter. Existen evidencias que hacen suponer que el alcelafo fue domesticado por los antiguos egipcios y fue utilizado como animal para sacrificios.

## Descripción
Con un largo entre 1,5 a 2,4 m, una altura a la cruz de 1,2 a 1,5 m y un peso entre los 120 a 200 kg es este un antílope de gran tamaño. Se caracterizan por tener las patas delanteras notablemente más largas que las traseras, a la manera de las jirafas, de forma que su cabeza sobresale sobre las hierbas altas de las sabana. Sus cabezas son muy largas y estrechas, y poseen grandes glándulas bajo sus ojos. Ambos sexos poseen cuernos anillados que llegan a medir hasta 70 cm y que nacen sobre sus alargadas frentes. Esto contribuye a su aspecto estrambótico.
Los machos son de color marrón oscuro, mientras que las hembras son de un marrón más claro.
Las varias subespecies se distinguen entre sí por el color de su pelaje, el cual varía desde un marrón oscuro a un gris amarronado, y por la forma de sus cornamentas. Todas las subespecies tienen cuernos en ambos sexos.

## Hábitos
Los alcelafos son antílopes muy rápidos y resistentes; prefieren las hierbas secas y ralas, y una dieta escasa en agua. Al igual que otras especies de la sabana, suelen asociarse con las cebras y los ñúes para detectar a sus predadores.
Son de hábitos diurnos y ocupan la mañana y el atardecer pastando. Los rebaños contienen entre cinco a veinte individuos y ocasionalmente se han visto grupos de hasta 350 individuos.

## Distribución y hábitat
El alcelafo, inicialmente habitaba en las llanuras a través del continente africano (Walker 1997). Se los encontraba desde Marruecos hasta el noreste de Tanzania y, al sur del Congo, desde la zona sur de Angola hasta Sudáfrica. Sin embargo el hombre ha reducido su hábitat en forma drástica, mediante su caza, destrucción de su hábitat y competencia con el ganado doméstico por las pasturas. Hoy en día el alcefalo mora solo en partes de Botsuana, Namibia, Etiopía, Tanzania y Kenia.
Habita en la sabana y pastizales de África. Tolera bien la zona de pastizales altos y también se lo encuentra en bosquecillos y zonas de arbustos en mayor medida que otros alcelafos.

## Reproducción
Alcanzan la madurez sexual a los 12 meses, pero alcanzan su peso máximo a la edad de 4 años. 
El período de gestación dura de 214 a 242 días. La hembra pare una única cría, una vez por año.

## Alimentación
Los alcelafos se alimentan prácticamente en forma exclusiva de pasto. Un gran porcentaje de su alimentación durante la temporada húmeda (octubre a mayo) es pasto, el cual nunca representa menos del 80% de su dieta. El alcefalo es excepcionalmente tolerante a la comida de baja calidad, lo cual probablemente se debe a las características de su masticación. Por lo tanto durante la temporada seca, cuando se ve limitada la disponibilidad de pasturas suculentas puede alimentarse de los pastos más duros.

## Subespecies

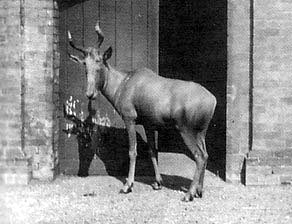
Alcelaphus buselaphus buselaphus (Zoológico de Londres, 1895).

Se admiten seis subespecies de Alcelaphus  buselaphus:
- Alcelaphus buselaphus cokii. Es algo más oscuro y un poco más grande y habita en Kenia y Tanzania.
- Alcelaphus buselaphus lelwel
- Alcelaphus buselaphus major
- Alcelaphus buselaphus swaynei
- Alcelaphus buselaphus tora
- Alcelaphus buselaphus buselaphus (extinta)

Una séptima subespecie, Alcelaphus  buselaphus caama, es considerada ahora una especie independiente (Alcelaphus caama).